# 和泉郵便局
和泉郵便局（いずみゆうびんきょく）は、大阪府和泉市にある郵便局。民営化前の分類では集配普通郵便局であった。

## 概要
住所：〒594-8799 大阪府和泉市いぶき野5-4-1

## 沿革
- 1876年（明治9年）3月23日 - 三林（みばやし）郵便局（五等）として開設[1]。
- 1885年（明治18年）10月1日 - 貯金取扱を開始。
- 1892年（明治25年）5月16日 - 為替取扱を開始。
- 1963年（昭和38年）2月10日 - 電話交換事務および和文電報配達事務を和泉電報電話局に移管[2]。
- 1967年（昭和42年）2月15日 - 和文電報配達事務を横山郵便局[注釈 1]および和泉電報電話局に移管。
- 1983年（昭和58年）2月21日 - 和泉南郵便局（〒590-02）に改称。同日、横山郵便局[注釈 1]から集配業務を移管。
- 1998年（平成10年）2月2日 - 郵便番号を〒590-02から〒594-11xxに変更。
- 2000年（平成12年）8月14日 - 外国通貨の両替および旅行小切手の売買に関する業務取扱を開始。
- 2001年（平成13年）2月13日 - 和泉市の郵便局の再編を実施。
  - 旧・和泉郵便局（〒594-8799）を和泉市府中町六丁目から同市伯太町二丁目（和泉警察署の隣）に移転し、伯太西郵便局（〒594-0023）に改称。同日、集配業務を新・和泉郵便局に移管。
  - 和泉南郵便局（〒594-1199）を和泉市和田町から同市いぶき野五丁目（和泉中央駅付近）に移転し、和泉郵便局（〒594-8799）に改称。
  - 和泉南郵便局移転前位置の西約50mに和泉和田郵便局（無集配特定局、〒594-1102）を設置。
- 2007年（平成19年）10月1日 - 民営化に伴い、併設された郵便事業和泉支店に一部業務を移管。
- 2012年（平成24年）10月1日 - 日本郵便株式会社発足に伴い、郵便事業和泉支店を和泉郵便局に統合。

## 取扱内容
- 郵便、印紙、ゆうパック、内容証明
- 貯金、為替、振替、振込、国際送金、外貨両替・トラベラーズチェック、国債、投資信託
- 生命保険、バイク自賠責保険、がん保険、引受条件緩和型医療保険
- ゆうちょ銀行ATM
- 「594-00xx」「594-11xx」（和泉市内全域）の集配業務
- ゆうゆう窓口

## 風景印
- 風景印の図柄は池上曽根遺跡。局名表記は「和泉」。
- 使用開始日は2001年（平成13年）2月13日。

## 周辺
- トリヴェール和泉 - URのニュータウン
  - エコール・いずみ - トリヴェール和泉内のショッピングセンター。核店舗はイズミヤ和泉中央店[3]。
- 桃山学院大学

## アクセス
- 南海泉北線 和泉中央駅から徒歩約7分
- 南海バス 万町弘法寺前停留所下車
- 阪和自動車道 岸和田和泉ICから北東に約3.5km
- 駐車場あり：22台